# أنس كريم
انس كريم مغني وموزع سوري من دمشق. من مواليد 5 مايو 1980م

## حياته
درس آلة البيانو منذ الصغر وبدأ عمله الفني موزع موسيقي بعام 2006 ووزع العديد من الأعمال الفنية لكثير من النجوم السوريين والعرب ومنهم ناصيف زيتون، حسام جنيد، علي الديك، وفيق حبيب، ملحم زين، أيمن زبيب
بدأ مشواره الغنائي عام 2010 واطلق أغنيته الأولى «تقدر تغيب» من كلمات وألحان راشد الشيخ وصورها فيديو كليب مع المخرج مؤيد الأطرش. ابو انس كريم ملحن سوري وعازف انون وجده هوعبد الغني الشيخ ملحن ومؤلف موسيقي

## أعماله الفنية
لديه ألبوم واحد في عام 2015 بعنوان ما بيغلى عليك وضم ثمان أغنيات:
| الأغنية      | كلمات      | ألحان      |
| ------------ | ---------- | ---------- |
| مابيغلى عليك | فادي مرجان | راشد الشيخ |
| عطيتك        | فضل سليمان | فضل سليمان |
| أصلي         | محمد عيسى  | محمد عيسى  |
| دللتو        | محمد عيسى  | محمد عيسى  |
| مشي معي      | فضل سليمان | فضل سليمان |
| راحو         | فادي مرجان | حسان عيسى  |
| ممنوع تفل    | عماد مصطفى | حازم كرم   |
| حلم الطرحة   | فادي مرجان | فضل سليمان |

| الأغنية          | كلمات      | ألحان                 |
| ---------------- | ---------- | --------------------- |
| تقدر تغيب        | راشد الشيخ | راشد الشيخ            |
| عذبونا           | فادي مرجان | فضل سليمان            |
| الطلقة الروسية   | فادي مرجان | راشد الشيخ وحسان عيسى |
| الطاقة الإيجابية | فادي مرجان | راشد الشيخ            |
| ضميني            | فادي مرجان | أنس كريم              |
| خدك تفاحة        | فادي مرجان |                       |
| بنص الليل        | راشد الشيخ | راشد الشيخ            |
| بحبك من بعد الله | راشد الشيخ | أنس كريم              |

| الأغنية          | إخراج       | إنتاج      | سنة الإصدار |
| ---------------- | ----------- | ---------- | ----------- |
| تقدر تغيب        | مؤيد الاطرش | بابلي تولز | 2010        |
| عذبونا           | مؤيد الأطرش | بابلي تولز | 2013        |
| الطلقة الروسية   | مؤيد الأطرش | بابلي تولز | 2014        |
| خدك تفاحة        | مؤيد الأطرش | بابلي تولز | 2017        |
| بحبك من بعد الله | مؤيد الأطرش | بابلي تولز | 2018        |

كما شارك النجوم بأغنية لدعم المنتخب الوطني السوري ضمن تصفيات كاس العالم 2018 بعنوان الفرحة سورية وشارك بها محمد المجذوب ووفيق حبيب وتم تصويرها مع أهم نجوم الدراما السوريين منهم: عابد فهد، باسم ياخور، قصي خولي، زينة يازجي، ديما الجندي، ديما بياعة - وغيرهم.

## مهرجانات
مهرجان جميلة العربي بدورته الثانية عشر 2016 في ولاية صطيف بدولة الجزائر
مهرجان الكازيف - الجزائر عام 2016

## المرجع
1. ↑  Aliqtisadi. "من هو أنس كريم؟ | ملف الشخصية | من هم؟". {{استشهاد ويب}}: |archive-date= requires |archive-url= (مساعدة)، الوسيط |تاريخ الوصول بحاجة لـ |مسار= (مساعدة)، والوسيط |مسار= غير موجود أو فارع (مساعدة) [بحاجة لمراجعة المصدر]
2. ↑  "أنس كريم يطلق عذبونا". مؤرشف من الأصل في 2020-01-23. اطلع عليه بتاريخ 2020-01-23.
3. ↑  "السوري أنس كريم يطرح «بنص الليل»". صدى البلد. 12 فبراير 2018. مؤرشف من الأصل في 2020-01-23. اطلع عليه بتاريخ 2020-01-23.
4. ↑  "كليب أنس كريم… الطلقة الروسية". ديار48. مؤرشف من الأصل في 2019-09-15. اطلع عليه بتاريخ 2020-01-23.
5. ↑  آسيا.ع. "جديدي سيرى النور من بلدي". www.el-massa.com (بar-aa). Archived from the original on 2020-01-23. Retrieved 2020-01-23.{{استشهاد ويب}}:  صيانة الاستشهاد: لغة غير مدعومة (link)
6. ↑  "يومية الشعب الجزائرية - النغمة الشامية تلهب الكازيف وأنس كريم وريم نصري يمتعان الحضور". www.ech-chaab.com (بar-aa). Archived from the original on 2016-08-02. Retrieved 2020-01-23.{{استشهاد ويب}}:  صيانة الاستشهاد: لغة غير مدعومة (link)